# Adelaïde Leuhusen
Amalia Aurora Adelaïde Leuhusen, született Amalia Aurora Adelaïde Valerius (Stockholm, 1828. december 1. − Stockholm,1923. április 14.) svéd festőnő és énekesnő. Tanára és jótevője volt a híres svéd operaénekesnőnek, Christina Nilssonnak,  ő vitte  Párizsba, ahol Nilsson nemzetközi karrierje kezdődött. A Svéd Királyi Zeneakadémia tagja. Élete során egész Svédországban, és hazáján kívül is ismert volt.

## Élete
Johan David Valerius kancellár és Kristina Aurora Ingell gyermeke, Bertha Valerius nővére. Már korán megmutatkozott tehetsége mind az éneklés, mind a festészet terén, és mindkét területen magánórákat vett. 1852-től Drezdában tanult művészetet, ezzel párhuzamosan Lipcsében Fanny Schäfer és Berlinben Ludwig Rellstab növendékeként énekelni tanult. Énekesként számos hangversenyen lépett fel Németországban.
1858-ban férjhez ment Axel Reinhold Leuhusen báróhoz (1815−1886), és Göteborgba költözött, ahol énekpedagógusként helyezkedett el. Ezzel párhuzamosan folytatta külföldi utazásait, hogy Németországban és Franciaországban művészetet és éneket tanuljon. Egyik párizsi tanulmányútjára magával vitte tanítványát, Christina Nilssont, aki ezáltal nemzetközi hírnévre tett szert.
1870-től Stockholmban élt, ahol jó hírű énekpedagógusként tevékenykedett. Adelaïde Leuhusent 1872-ben felvették a Svéd Királyi Zeneakadémiára. 1874-től Drezdában és Firenzében tanult és dolgozott festőként Marhall mellett. Részt vett a Svéd Királyi Művészeti Akadémia kiállításain.

## Festményei

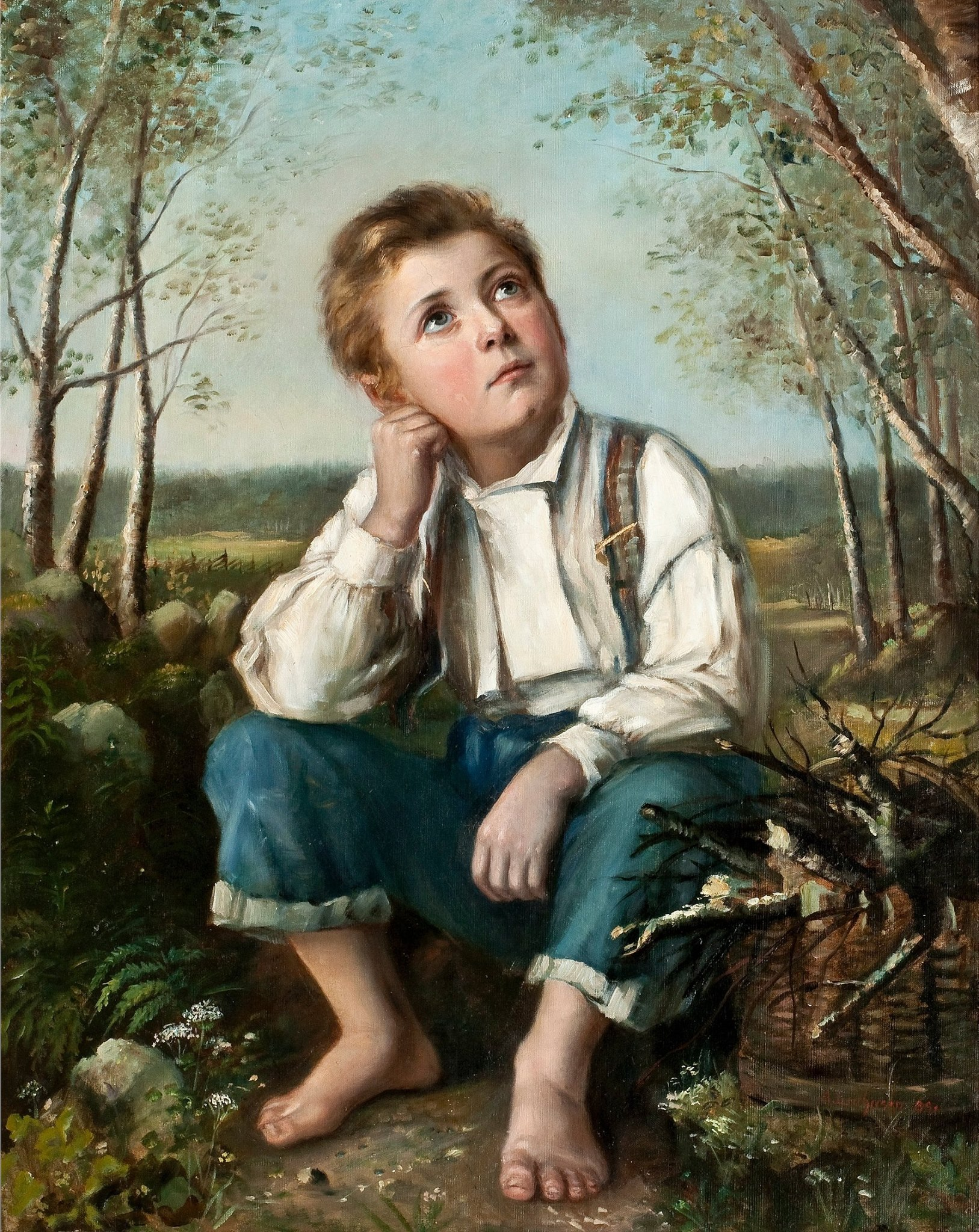
Kisfiú
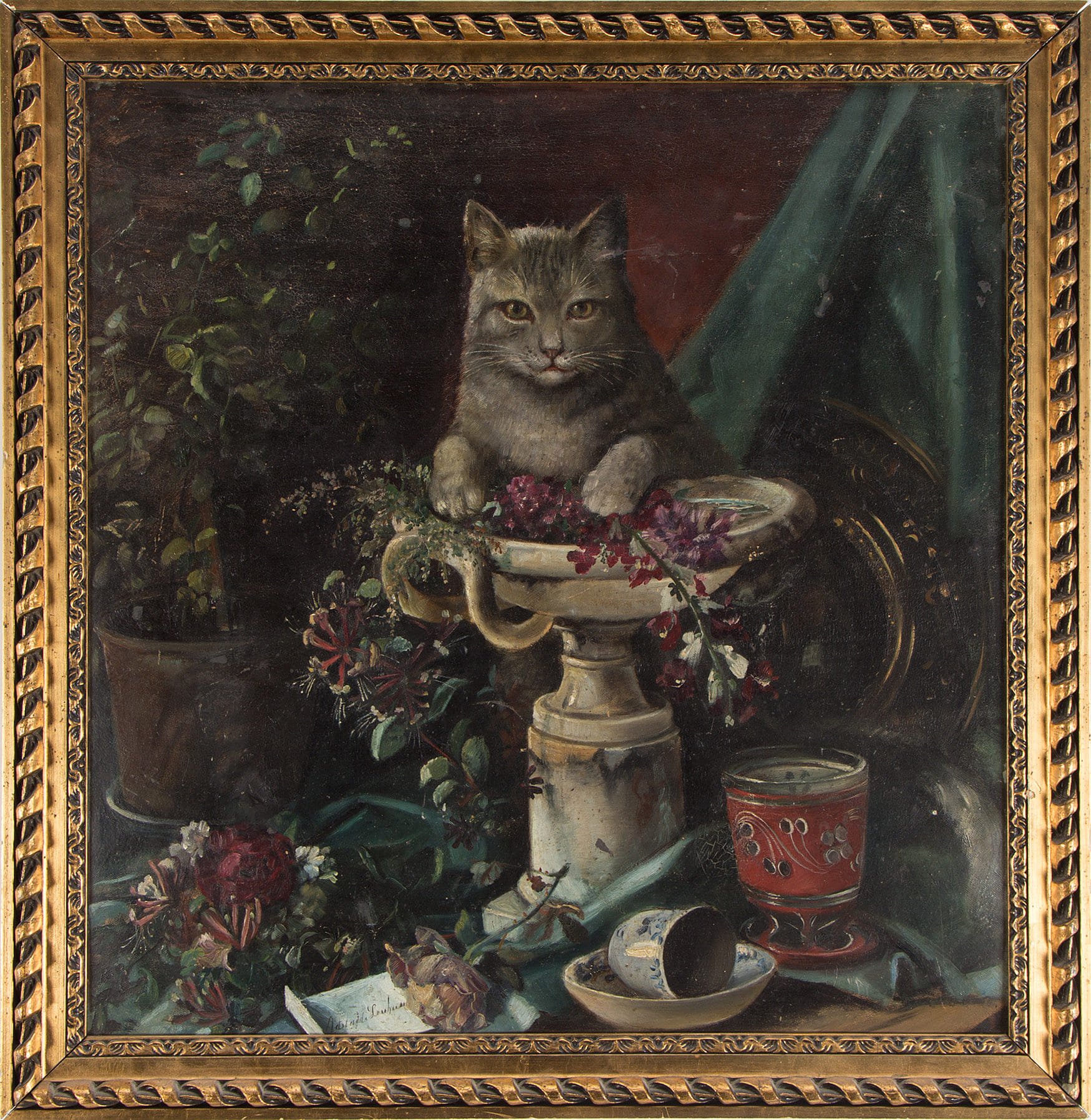
Csendélet cicával
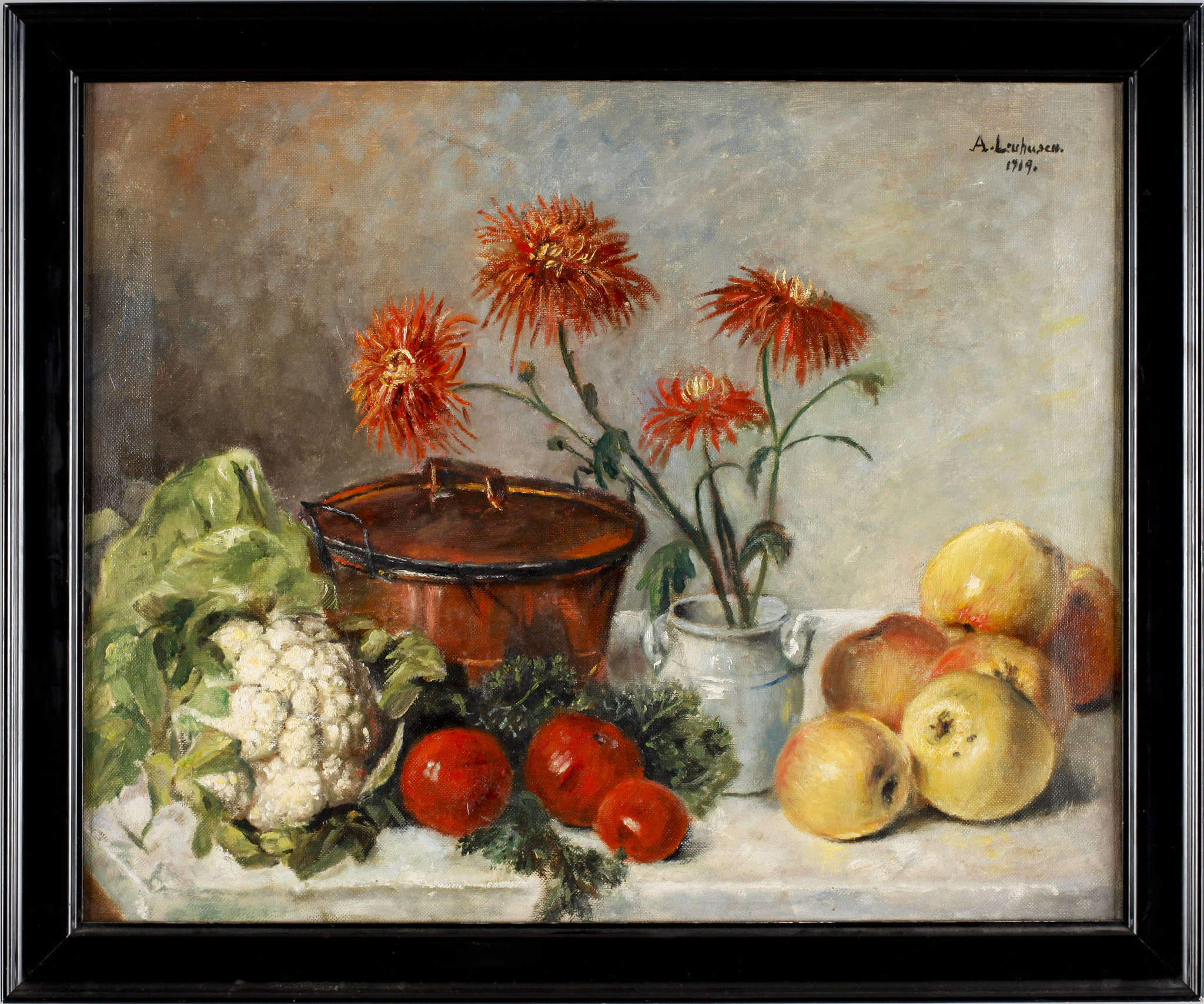
Csendélet virágokkal, gyümölcsökkel és zöldségekkel

## Fordítás
- Ez a szócikk részben vagy egészben  az   Adelaïde Leuhusen című angol Wikipédia-szócikk ezen változatának fordításán alapul.  Az eredeti cikk szerkesztőit annak laptörténete sorolja fel. Ez a jelzés csupán a megfogalmazás eredetét és a szerzői jogokat jelzi, nem szolgál a cikkben szereplő információk forrásmegjelöléseként.